# مارک بنداوید
مارک بنداوید (انگلیسی: Marc Bendavid؛ زادهٔ ۱۰ ژوئن ۱۹۸۲) بازیگر سینما، تئاتر و تلویزیون اهل کانادا است.
از فیلم‌ها یا برنامه‌های تلویزیونی که وی در آن نقش داشته‌است می‌توان به آن در گرین گیبلز: یک شروع تازه، مرز جنون (مجموعه تلویزیونی)، ماجراهای مرداک  اشاره کرد.

## زندگی شخصی
در مه ۲۰۲۳، او اعلام کرد که به مدت یک سال است که با فرانسوا آرنو وارد رابطه شده است.